# Стшегув (Опольське воєводство)
Стшегув (пол. Strzegów, нім. Striegendorf) — село в Польщі, у гміні Гродкув Бжезького повіту Опольського воєводства.
Населення — 291 особа (2011).

## Демографія
Демографічна структура станом на 31 березня 2011 року:
|          | Загалом | Допрацездатний вік | Працездатний вік | Постпрацездатний вік |
| -------- | ------- | ------------------ | ---------------- | -------------------- |
| Чоловіки | 159     | 43                 | 102              | 14                   |
| Жінки    | 132     | 31                 | 75               | 26                   |
| Разом    | 291     | 74                 | 177              | 40                   |